# Pieter Valckenier

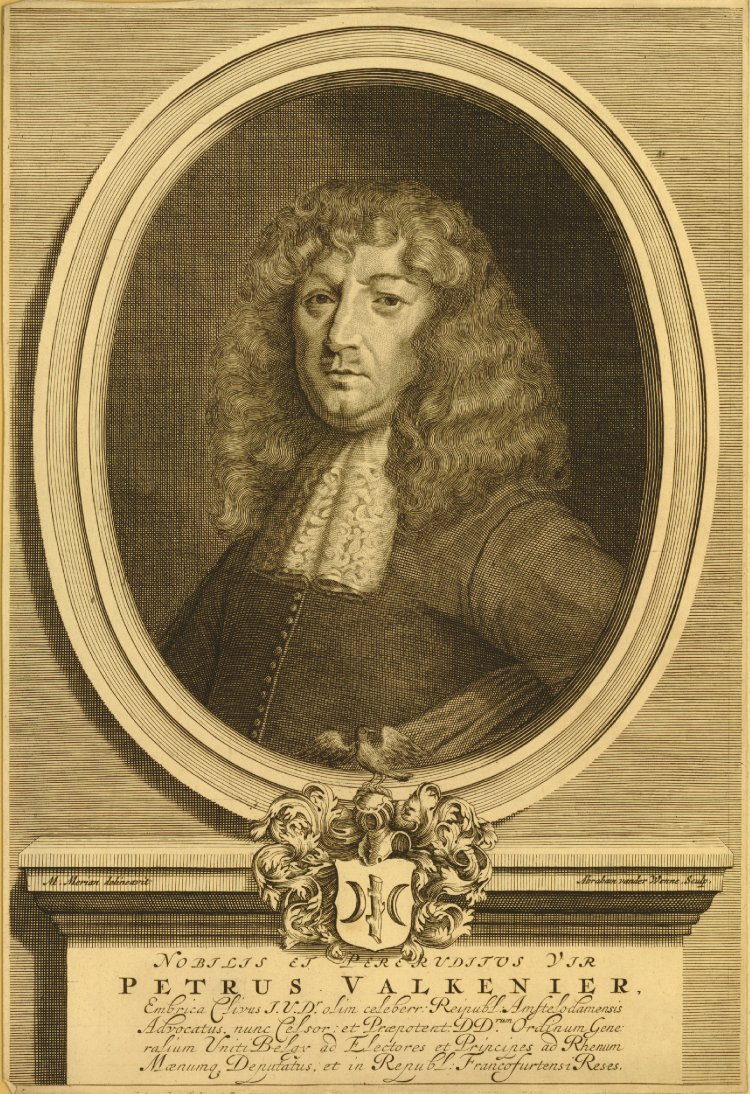
Pieter Valckenier

Pieter Valckenier (* 25. Februar 1641 in Emmerich; † 15. Juli 1712 in Den Haag) war ein niederländischer Jurist, Politiker und Diplomat.

## Leben und Wirken
Pieter Valckenier kam als Sohn seines gleichnamigen Vaters, Stadtrentmeisters, und der Ida Remschet zur Welt. 1670 verheiratete er sich mit Charlotte Becx. Er war Advokat in Amsterdam. In den Jahren von 1676 bis 1683 war er niederländischer Gesandter in Frankfurt, von 1683 bis 1690 Gesandter am Reichstag in Regensburg und von 1690 bis 1704 in Zürich.
In Frankfurt setzte er sich gegen französische Einflüsse und Interessen ein. Er schrieb dort sein Hauptwerk Das Verwirrte Europa, worin er sich mit dem französisch-niederländischen Verhältnis von 1664 bis 1677 auseinandersetzte. Der Sekretär Andreas Müller setzte sein Werk fort und gab 1680 und 1683 zwei Bände heraus.
In der Eidgenossenschaft, wie die Schweiz damals hieß, gelang es ihm, das französische Monopol auf Truppenwerbungen aufzuweichen, sodass die Niederlande ab 1693 mit den Drei Bünden, Zürich und Bern Kapitulationsverträge abschließen konnten. Valckenier bemühte sich in den Jahren 1698 bis 1699 für die Aufnahme von etwa 3'000 vertriebenen savoyischen Waldensern und schweizerischen Täufer in Hessen und Württemberg.
Seine Vermittlung zum Grafen Ferdinand Maximilian I. von Ysenburg in Wächtersbach führte 1699 zur Ansiedlung einer Gruppe von Waldensern in dieser Grafschaft und zur Entstehung des nach ihnen benannten Ortes Waldensberg, heute ein Stadtteil von Wächtersbach.

## Schriften
- Memoriale so der holländische Herr Envoyé Valkenier an die gesambte Versamblung einer Löblichen Eydgnoszschafft übergeben in Baden den 26. Julij 1702, o. O. 1702.
- Das Interesse einer gesamten löblichen Eidgenossenschaft bey jetzigen Conjunkturen, um 1697
- An die 13, so wie auch zugewandte Orth der Eydgenoßschaft in Basel geführte Klage über die Französische Contraventiones des mit der Eydgnoßschaft habenden Bunds, 1691
- Das entlarvte Schweitzer-Landt (anonym erschienen), o. O. 1680 (opacplus.bsb-muenchen.de Digitalisat).
- t Verwerd Europa (Das verwirrte Europa), 1675 oder 1677.
- Des Hoch-Edlen, Gestrengen Herren Peter Valkeniers […] Ansprache an die Dreyzehen, wie auch Zugewandte Ort der Lobl[ichen] Eydgnossschaft, in Baden versamlet, gethan den 31. Oct.-10. Nov. A. 1670, o. O., o. J.

## Weblink
- Rolf Felbinger: Quellenautopsie „Pieter Valckenier (1677)“. In: Europabegriffe und Europavorstellungen im 17. Jahrhundert. Web-Projekt, Wolfgang Schmale (Dir.).